# Tustin Foothills
Tustin Foothills és una concentració de població designada pel cens dels Estats Units a l'estat de Califòrnia. Segons el cens del 2000 tenia 24.044 habitants.

## Demografia
Segons el cens del 2000, Tustin Foothills tenia 24.044 habitants, 8.269 habitatges, i 6.945 famílies. La densitat de població era de 1.385,6 habitants/km².
Dels 8.269 habitatges en un 34,9% hi vivien nens de menys de 18 anys, en un 74,2% hi vivien parelles casades, en un 7% dones solteres, i en un 16% no eren unitats familiars. En l'11,9% dels habitatges hi vivien persones soles el 6,7% de les quals corresponia a persones de 65 anys o més que vivien soles. El nombre mitjà de persones vivint en cada habitatge era de 2,89 i el nombre mitjà de persones que vivien en cada família era de 3,12.
Per edats la població es repartia de la següent manera: un 25% tenia menys de 18 anys, un 5,4% entre 18 i 24, un 24,6% entre 25 i 44, un 28,2% de 45 a 60 i un 16,8% 65 anys o més.
L'edat mediana era de 42 anys. Per cada 100 dones de 18 o més anys hi havia 94,4 homes.
La renda mediana per habitatge era de 96.230 $ i la renda mediana per família de 103.257 $. Els homes tenien una renda mediana de 71.688 $ mentre que les dones 42.785 $. La renda per capita de la població era de 42.656 $. Entorn del 2,2% de les famílies i el 3,3% de la població estaven per davall del llindar de pobresa.

## Poblacions properes
El següent diagrama mostra les poblacions més properes.